# Byttnerioideae
Byttnerioideae je potporodica biljaka, dio porodice sljezovki. Sastoji se od četiri tribusa u kojima su najznačajniji rodovi kakaovac (Theobroma), hermanija (Hermannia), Ayenia i drugi. Rod Byttneria Loefl. vodi se kao sinonim za Ayenia L.

## Tribusi i rodovi
1. Tribus Theobromateae A. Stahl
  1. Guazuma Mill. (3 spp.)
  2. Glossostemon Desf. (1 sp.)
  3. Theobroma L. (21 spp.)
  4. Herrania Goudot (18 spp.)
2. Tribus Byttnerieae DC.
  1. Scaphopetalum Mast. (20 spp.)
  2. Leptonychia Turcz. (40 spp.)
  3. Abroma L. fil. (1 sp.)
  4. Kleinhovia L. (1 sp.)
  5. Rayleya Cristóbal (1 sp.)
  6. Byttneria Loefl. (140 spp.)
  7. Ayenia L. (76 spp.)
  8. Megatritheca Cristóbal (2 spp.)
3. Tribus Lasiopetaleae DC.
  1. Seringia J. Gay (19 spp.)
  2. Commersonia J. R. Forst. & G. Forst. (30 spp.)
  3. Androcalva C. F. Wilkins & Whitlock (33 spp.)
  4. Maxwellia Baill. (1 sp.)
  5. Hannafordia F. Muell. (4 spp.)
  6. Guichenotia J. Gay (17 spp.)
  7. Lysiosepalum F. Muell. (4 spp.)
  8. Lasiopetalum Sm. (51 spp.)
  9. Thomasia J. Gay (30 spp.)
4. Tribus Hermannieae DC.
  1. Melochia Dill. ex L. (64 spp.)
  2. Hermannia L. (173 spp.)
  3. Dicarpidium F. Muell. (1 sp.)
  4. Waltheria L. (62 spp.)
  5. Physodium J. Presl (2 spp.)